# Model de deu raigs

Vista superior de 10 raigs

El model de deu raigs és un model matemàtic aplicat a les transmissions de senyal de ràdio en una àrea urbana, per generar un model de deu raigs, normalment s'afegeixen quatre raigs més al model de sis raigs, aquests són ( {\displaystyle R3} i {\displaystyle R4} rebotant als dos costats de la paret); Aquest incorporen camins d'un a tres reflexos: concretament, hi ha el LOS (Línia de visió), GR (reflexió del terra), SW (reflexió de la paret única), DW (reflexió de la doble paret), TW (reflexió de la triple paret), WG (reflexió de la paret del terra) i GW (camís reflectits del terra-paret). On cada un dels camins rebota a banda i banda de la paret.
[[:Fitxer:Grafica 2 ingles.svg|]]
Experimentalment, s'ha demostrat que el model de deu raigs simula o pot representar la propagació de senyals a través d'un canó dielèctric, en el qual els raigs que viatgen d'un punt emissor a un punt receptor reboten moltes vegades.

Vista aèria del model de deu raigs (tipus de reflexions)

Com a exemple d'aquest model s'assumeix: un espai lliure rectilini amb dues parets, una superior i l'altra inferior, des del qual es col·loquen dues bases verticals als seus extrems, aquestes són les antenes emissores i receptores que s'ubiquen de manera que les seves altures no superin els límits de la paret superior; Aconseguit això, l'estructura actua com a espai lliure pel seu funcionament similar al d'un canó dielèctric de propagació de senyals, ja que els raigs transmesos des de l'antena emissora xocaran a cada costat de les parets superior i inferior infinitat de vegades (per aquest exemple fins a 3 reflexos) fins a arribar a l'antena receptora. Durant el transcurs dels raigs per cada reflexió que pateixen, part de l'energia del senyal es dissipa en cada reflex, normalment després de la tercera reflexió d'aquest raig la seva component resultant que és un raig retro-reflectat és insignificant amb una energia insignificant.

## Deducció matemàtica

### Anàlisi d'antenes d'altures diferents situades en qualsevol punt del carrer
Per a la modelització matemàtica de la propagació de deu raigs, es té en compte una vista lateral i aquesta parteix de la modelització dels dos primers raigs (línia a vista i el seu respectiu reflex), tenint en compte que les antenes tenen diferents altures, llavors {\displaystyle h_{Tx}\neq {h_{Rx}}}, i tenen una distància directa d que separa les dues antenes; El primer raig es forma aplicant el teorema de Pitàgores:
{\displaystyle R_{0}={\sqrt {d^{2}+(h_{t}-h_{r})^{2}}}}
El segon raig o el raig reflectit es fa de manera semblant al primer, però en aquest cas es sumen les altures de les antenes per formar el triangle rectangle per a la reflexió de l'alçada de l'emissor.
{\displaystyle R_{0}'={\sqrt {d^{2}+(h_{t}+h_{r})^{2}}}}
En la deducció del tercer raig cal trobar l'angle entre la distància directa {\displaystyle d} i la distància de la línia de visió {\displaystyle R_{0}}.
{\displaystyle \cos \theta ={\frac {d}{R_{0}}}}
Visualitzant el model amb una vista lateral, cal trobar una distància plana entre l'emissor i el receptor anomenat {\displaystyle d'}.
{\displaystyle d'={\sqrt {d^{2}-(w_{r2}-w_{t2})^{2}}}}
Ara deduïm l'alçada restant de la paret de l'alçada del receptor anomenat {\displaystyle z} per la semblança de triangles:
{\displaystyle {\frac {z}{a}}={\frac {h_{t}}{d'}}}
{\displaystyle z={\frac {{h_{t}}a}{d'}}}
Per semblança de triangles podem deduir la distància des d'on xoca el raig amb la paret fins a la perpendicular del receptor anomenada {\displaystyle a}, obtenint:
{\displaystyle {\frac {a}{d}}'={\frac {w_{r2}}{w_{t2}+w_{r2}}}}
{\displaystyle a={\frac {d'w_{r2}}{w_{t2}+w_{r2}}}}
El tercer raig es defineix com un model de dos raigs, pel qual és:
{\displaystyle R_{1}={\frac {{\sqrt {(h_{t}-h_{r}-z)^{2}+(d'-a)^{2}}}+{\sqrt {z^{2}+a^{2}}}}{\cos \theta }}}
Prenent una vista lateral s'aconsegueix evidenciar el raig reflectit que hi ha dins {\displaystyle R_{1}} i es troba de la següent manera:
{\displaystyle R_{1}'={\frac {{\sqrt {(h_{t}+h_{r}+z)^{2}+(d'-a)^{2}}}+{\sqrt {(2h_{r}+z)^{2}+a^{2}}}}{\cos \theta }}}
Com que existeixen dos raigs que xoquen una vegada a la paret, llavors es troba el cinquè raig, equiparant-lo al tercer.
{\displaystyle R_{2}=R_{1}}
De la mateixa manera, s'iguala el sisè raig amb el quart raig, ja que tenen les mateixes característiques.
{\displaystyle R_{2}'=R_{1}'}

Vista lateral de dos feixos transmesos reflectits d'una paret a l'altre costat i reflectits al receptor en antenes de diferents alçades en qualsevol punt del carrer.

Per modelar els raigs que xoquen amb la paret dues vegades, s'utilitza el teorema de Pitàgores a causa de la distància directa {\displaystyle d} i la suma de les distàncies entre el receptor a cada paret amb el doble de distància del transmissor a la paret {\displaystyle w_{t2}}, això es divideix en l'angle format entre la distància directa i el raig reflectit.
{\displaystyle R_{3}={\frac {\sqrt {d^{2}+(w_{r2}+2w_{t2}+w_{r1})^{2}}}{\cos \theta }}}
Per al vuitè raig es calcula una sèrie de variables que permeten deduir l'equació completa, que està composta per distàncies i altures que es van trobar per semblança de triangles.
En primera instància es pren la distància plana entre la paret del segon xoc i el receptor:
{\displaystyle x={\frac {d'w_{r1}}{w_{r2}+w_{r1}}}}
Es troba la distància plana entre l'emissor i la paret en el primer xoc.
{\displaystyle h_{p2}=h_{r}+z_{2}}
{\displaystyle y={\frac {d'w_{t2}}{w_{r2}+w_{r1}}}}
Trobant la distància entre l'alçada de la paret del segon xoc respecte al primer xoc, s'obté:
{\displaystyle z_{1}={\frac {h_{t}(d'-(x+y))}{d'}}}
Deduint també la distància entre l'alçada de la paret del segon xoc respecte al receptor:
{\displaystyle z_{2}={\frac {h_{t}x}{d'}}}
Calculant l'alçada de la paret on es produeix el primer cop:
{\displaystyle h_{p1}=h_{r}+z_{1}+z_{2}}
Calculant l'alçada de la paret on es produeix el segon xoc:
{\displaystyle h_{p2}=h_{r}+z_{2}}
Amb aquests paràmetres es calcula l'equació del vuitè raig:
{\displaystyle R_{3}'={\frac {{\sqrt {y^{2}+(h_{t}+h_{p1})^{2}}}+{\sqrt {(d'-(x+y))^{2}+(h_{p1}+h_{p2}^{2}}}+{\sqrt {x^{2}+(h_{r}+h_{p2})^{2}}}}{\cos \theta }}}
Per al novè raig, l'equació és la mateixa que el setè raig a causa de les seves característiques:
{\displaystyle R_{4}=R_{3}}
Per al desè raig, l'equació és la mateixa que el vuitè raig a causa de la seva forma de raig reflectit:
{\displaystyle R_{4}'=R_{3}'}

### Pèrdues per trajectòria de l'espai lliure

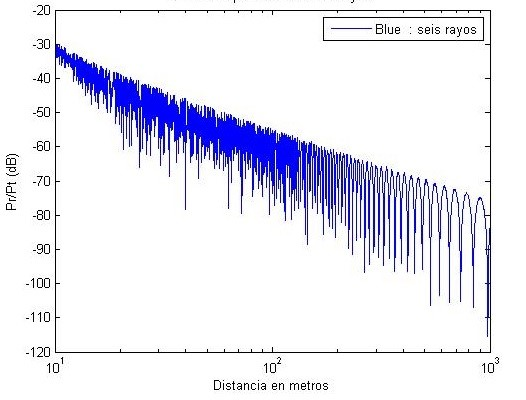
Modelització de les pèrdues per trajectòria en espai lliure en el model de 6 raigs quan les distàncies de la paret i les alçades són diferents.

Es considera un senyal transmès a través de l'espai lliure a un receptor situat a una distància d de l'emissor.
Suposant que no hi ha obstacles entre el transmissor i el receptor, el senyal es propaga al llarg d'una línia recta entre els dos. El model de feix associat a aquesta transmissió s'anomena línia de visió (LOS), i el senyal rebut corresponent s'anomena senyal o feix LOS.
Les pèrdues de trajectòria del model de deu raigs a l'espai lliure es defineixen com:
{\displaystyle p_{0}(t)={\sqrt {(G_{i}G_{R})}}{\frac {\lambda }{4\pi }}\left({\frac {\exp(j2\pi R_{0}/{\lambda })}{R_{0}}}+\Gamma {\frac {\exp(j2\pi R_{0}'/{\lambda })}{R_{0}'}}\right)}